# 五ヶ谷村 (奈良県)
五ヶ谷村（ごかだにむら）は奈良県北西部、添上郡に属していた村。現在は奈良市の南東部、名阪国道五ヶ谷インターチェンジ近辺にあたる。

## 歴史
- 1889年（明治22年）4月1日 - 町村制の施行により、添上郡 中畑村, 米谷村, 興隆寺村, 南椿尾村, 北椿尾村, 高樋村, 虚空蔵村, 菩提山村が合併し五ヶ谷村が成立。
- 1955年（昭和30年）3月15日 - 富雄町、伏見町、帯解町、辰市村、明治村とともに奈良市へ編入され、消滅。